# Wayne Yearwood
Wayne Yearwood (* 22. September 1964 in Montreal) ist ein kanadischer Basketballtrainer und ehemaliger -spieler.

## Leben
Der 2,03 Meter messende Flügelspieler gehörte von 1984 bis 1987 der Basketballmannschaft der West Virginia University in den Vereinigten Staaten an. Im Spieljahr 1986/87 war der Kanadier bester Korbschütze der Hochschulmannschaft (12,9 Punkte/Spiel). 1987 nahm er mit der kanadischen Studentenauswahl an der Sommer-Universiade teil, er war auch Mitglied von Kanadas Nationalmannschaft, die bei den Olympischen Sommerspielen 1988 den sechsten Rang erreichte. Yearwood erzielte im Turnierverlauf im Durchschnitt 10,5 Punkte je Partie. Ebenfalls 1988 wurde er wegen Drogenbesitzes und der Absicht, die Rauschstoffe zu verkaufen, verurteilt.
1989/90 stand er bei Apollon Patras in Griechenland unter Vertrag, 1990/91 spielte Yearwood im selben Land bei Panathinaikos Athen. Der vor allem für seine Angriffsleistungen bekannte Kanadier nahm im Vorfeld der Saison 1993/94 ein Vertragsangebot des deutschen Bundesligisten SG Braunschweig an. Zunächst wurde er diesem Ruf auch in der Bundesliga gerecht und zählte zu den besten Korbschützen der Spielklasse. Allerdings gelang es nicht, Yearwood als herausragenden Einzelspieler in das Mannschaftsgefüge einzubinden. Nachdem er im November 1993 in zwei Spielen zusammengerechnet nur vier Punkte erzielt hatte und ihm Lustlosigkeit sowie Leistungsverweigerung vorgeworfen wurde, kam es zwischen dem Kanadier und den Braunschweigern Ende November 1993 zur Trennung. Yearwood hatte in 14 Bundesliga-Einsätzen für die Niedersachsen einen Punkteschnitt von 18,4 erreicht.
In der Saison 1994/95 spielte er für Apoel Nikosia auf Zypern. Im Vorfeld der Saison 1995/96 weilte er bei der damals neuen NBA-Mannschaft Toronto Raptors, wurde aber Mitte Oktober 1995 und somit vor dem Saisonbeginn aus dem Aufgebot gestrichen.
Er verstärkte in der Schlussphase der Saison 1997/98 den Schweizer Nationalligisten Vevey und wurde hernach von der Mannschaft auch für das Spieljahr 1998/99 verpflichtet. Ende Januar 1999 wechselte Yearwood innerhalb der Nationalliga von Vevey zu Genf-Versoix.
Nach dem Ende seiner Spielerzeit wurde Yearwood Trainer. Er bekam in seinem Heimatland das Cheftraineramt der Basketballmannschaft am Dawson College in Westmount übertragen, zudem wurde er als Auswahltrainer für den Basketballverband der Provinz Québec tätig. 2019 wurde Yearwood in ein Beratungsgremium für eine Jugendspielrunde der NBA in Kanada berufen.